# Roland MC-307
Il Roland MC-307, comunemente noto come "Groovebox", è una combinazione di sequencer MIDI, sintetizzatore, Drum machine, e pannello di controllo prodotta da Roland Corporation.
Si tratta di una versione più semplice del Roland MC-505. Ha lo stesso generatore di tono, ma un pannello di controllo molto più piccolo. La Groovebox ha le caratteristiche per essere considerata un valido strumento per i musicisti che vogliono fare beatmatching.

## Caratteristiche
Le caratteristiche principali del Roland MC-307 sono:
1. Sound generator con 64 toni
2. 8-track sequencer+Tempo/Mute Ctrl Track
3. 4 assignable CV controllers
4. 240 pattern
5. MIDI